# Kurganmaschsawod

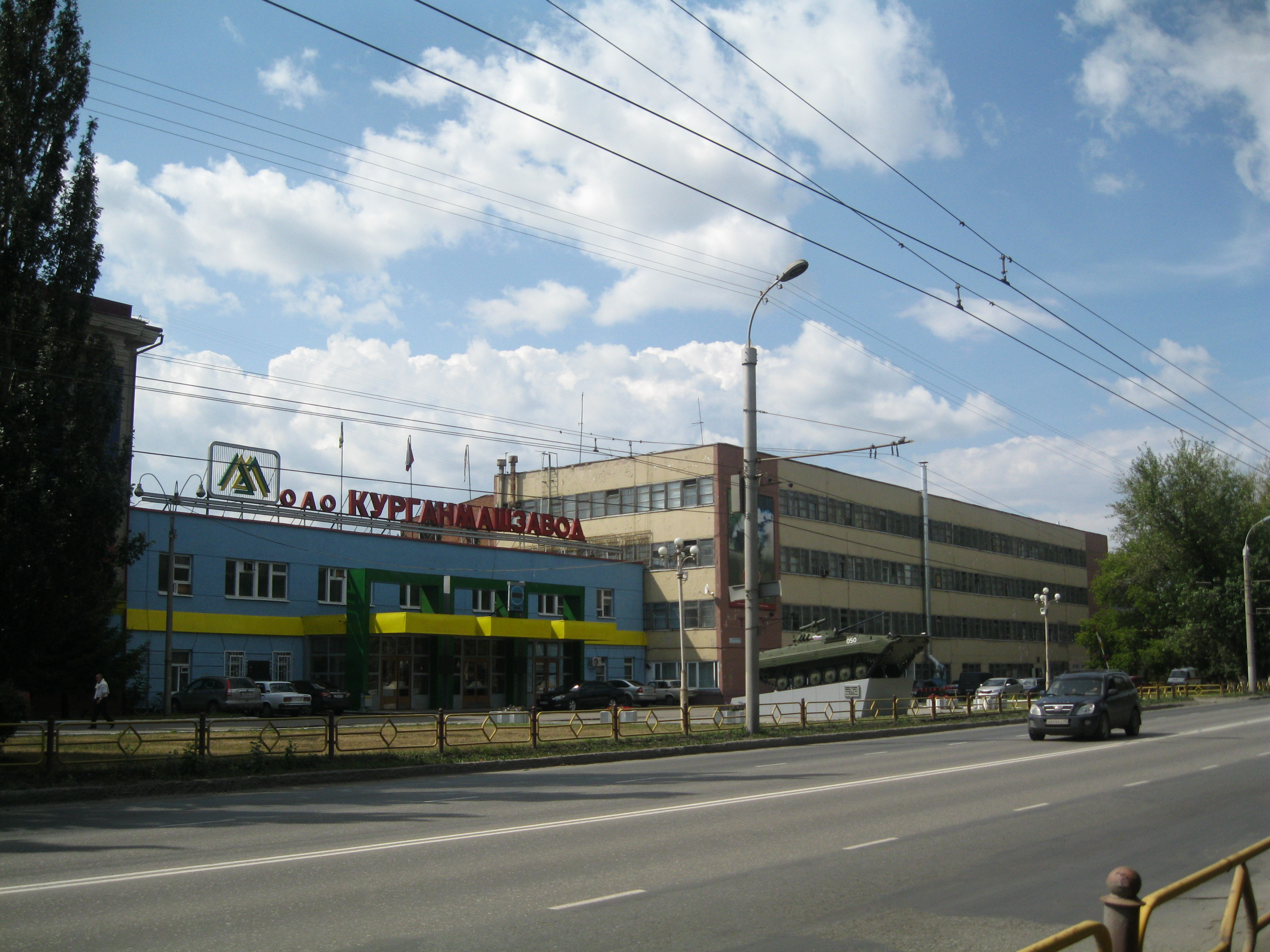
Hauptgebäude

Kurganmaschsawod (russisch Курганмашзавод;  kurz für Kurganski maschinostroitelny sawod, russisch Курганский машиностроительный завод) ist eine russische Panzerfabrik in Kurgan.
Sie wurde 1950 als Produzent von Schwerlastkränen gegründet und gehörte zum Konzern Traktornyje Sawody. 2017 übertrug der Kreml die operative Verwaltung an die staatliche Rüstungsholding Rostec. Die Rüstungssparte von Kurganmaschsawod wurde daraufhin in den Rostec-Teilkonzern Wyssokototschnyje Kompleksy eingegliedert. Produziert werden dort unter anderem die Schützenpanzer BMP-3 und Kurganez-25. Die restlichen Teilbereiche, wie Landmaschinen, Eisenbahnausrüstung oder Straßenbaumaschinen verblieben in der Holding.
Der Betrieb stand laut Medienberichten im Jahr 2018 vor der Insolvenz. Rostec-Chef Sergei Tschemesow hatte demnach die Einleitung eines Insolvenzverfahrens gefordert. Kurganmaschsawod hatte im Jahr 2017 bei der Erfüllung eines staatlichen Rüstungsauftrags einen Verlust von sieben Milliarden Rubel (knapp 100 Millionen Euro) erlitten.